# Fiľakovo
Fiľakovo és una ciutat d'Eslovàquia. Es troba a la regió de Banská Bystrica.

## Història
La primera menció escrita de la vila es remunta al 1246.

## Demografia
| Godina             | 1994   | 2004   | 2014   | 2024    |
| ------------------ | ------ | ------ | ------ | ------- |
| Nombre de persones | 10.227 | 10.329 | 10.695 | 9623    |
| Diferència         |        | +0,99% | +3,54% | −10,02% |

| Godina             | 2023 | 2024   |
| ------------------ | ---- | ------ |
| Nombre de persones | 9683 | 9623   |
| Diferència         |      | −0,61% |

## Ciutats agermanades
- Bátonyterenye, Hongria
- Salgótarján, Hongria
- Szécsény, Hongria

## Galeria d'imatges

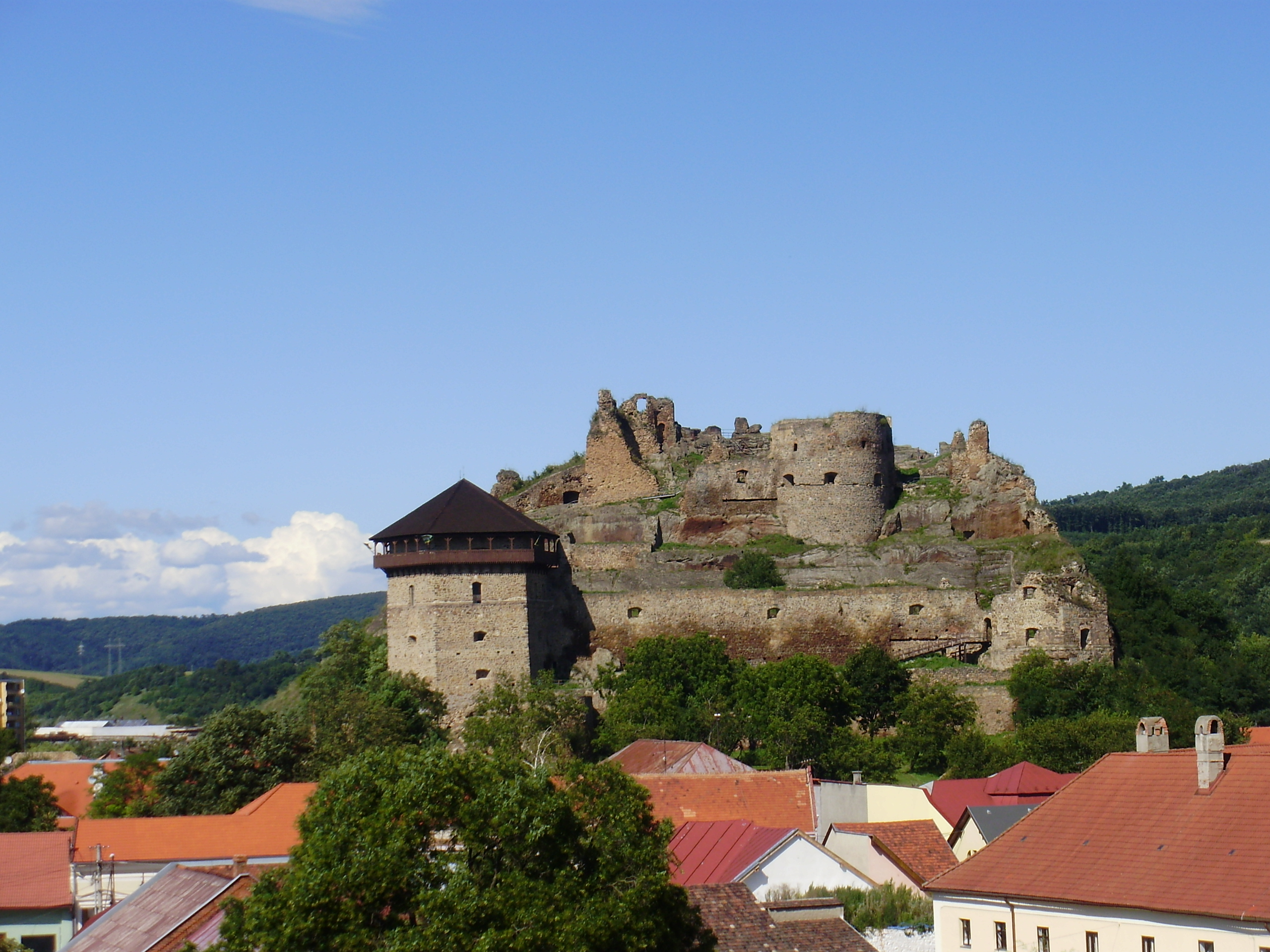
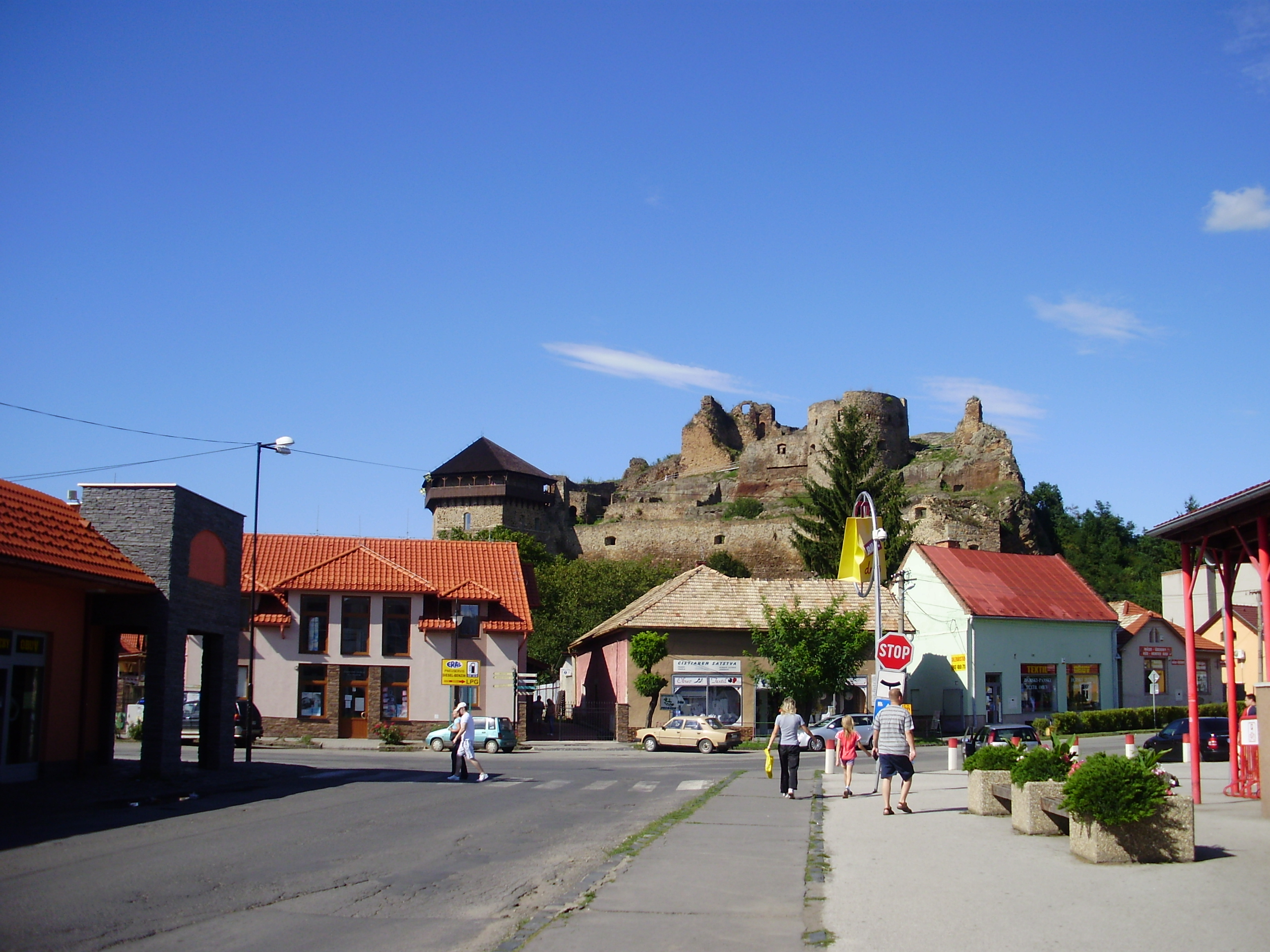
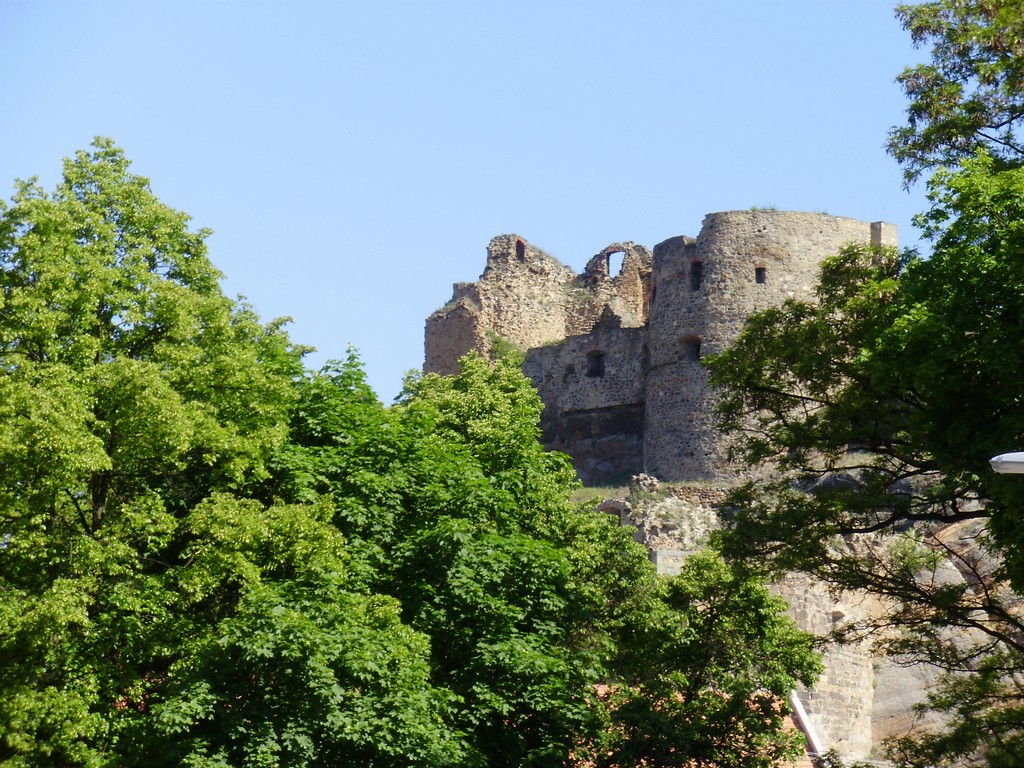
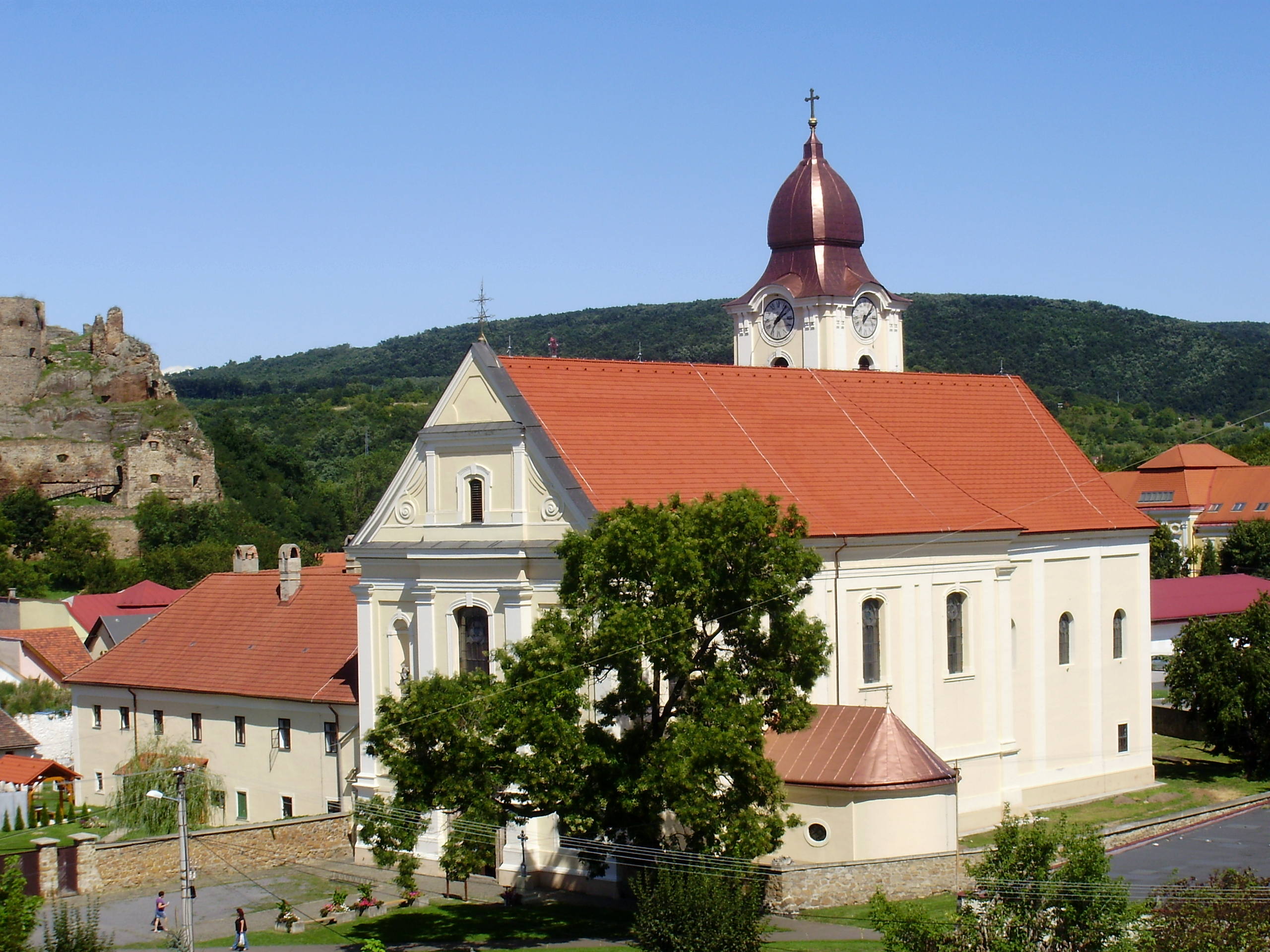
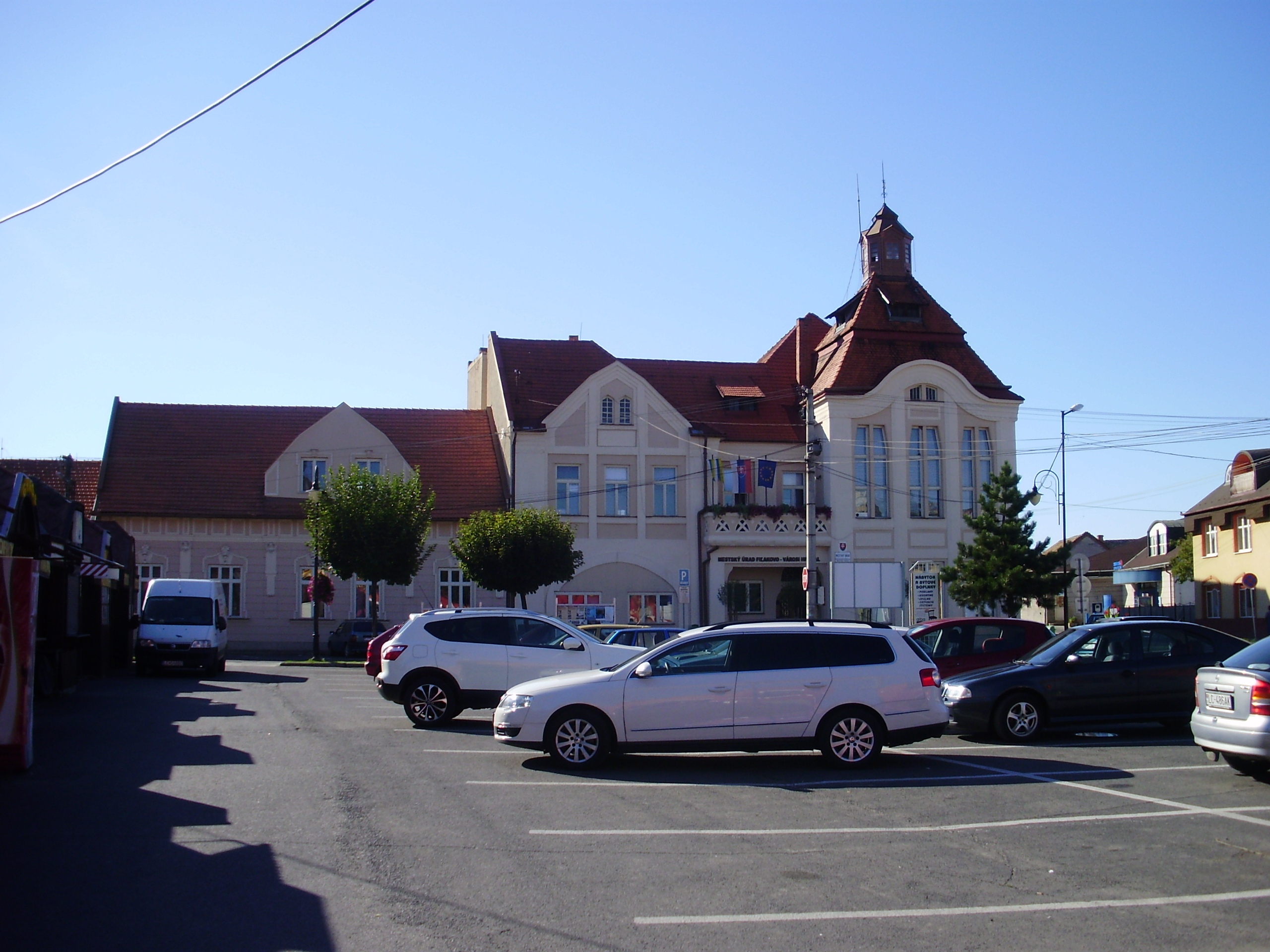
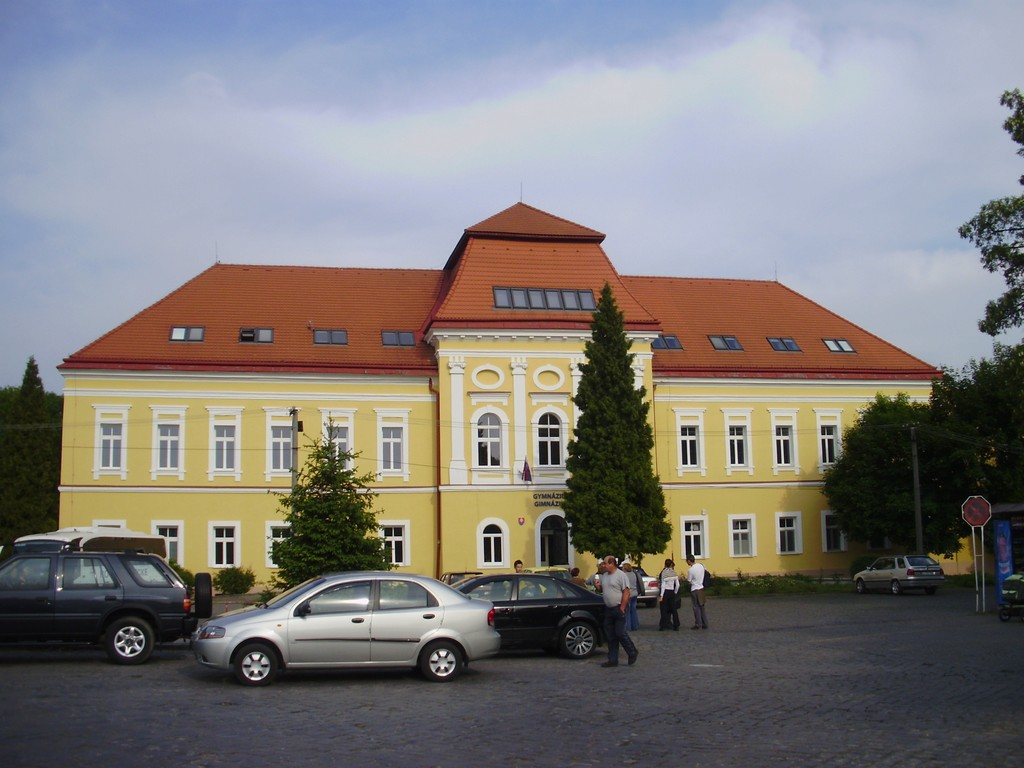
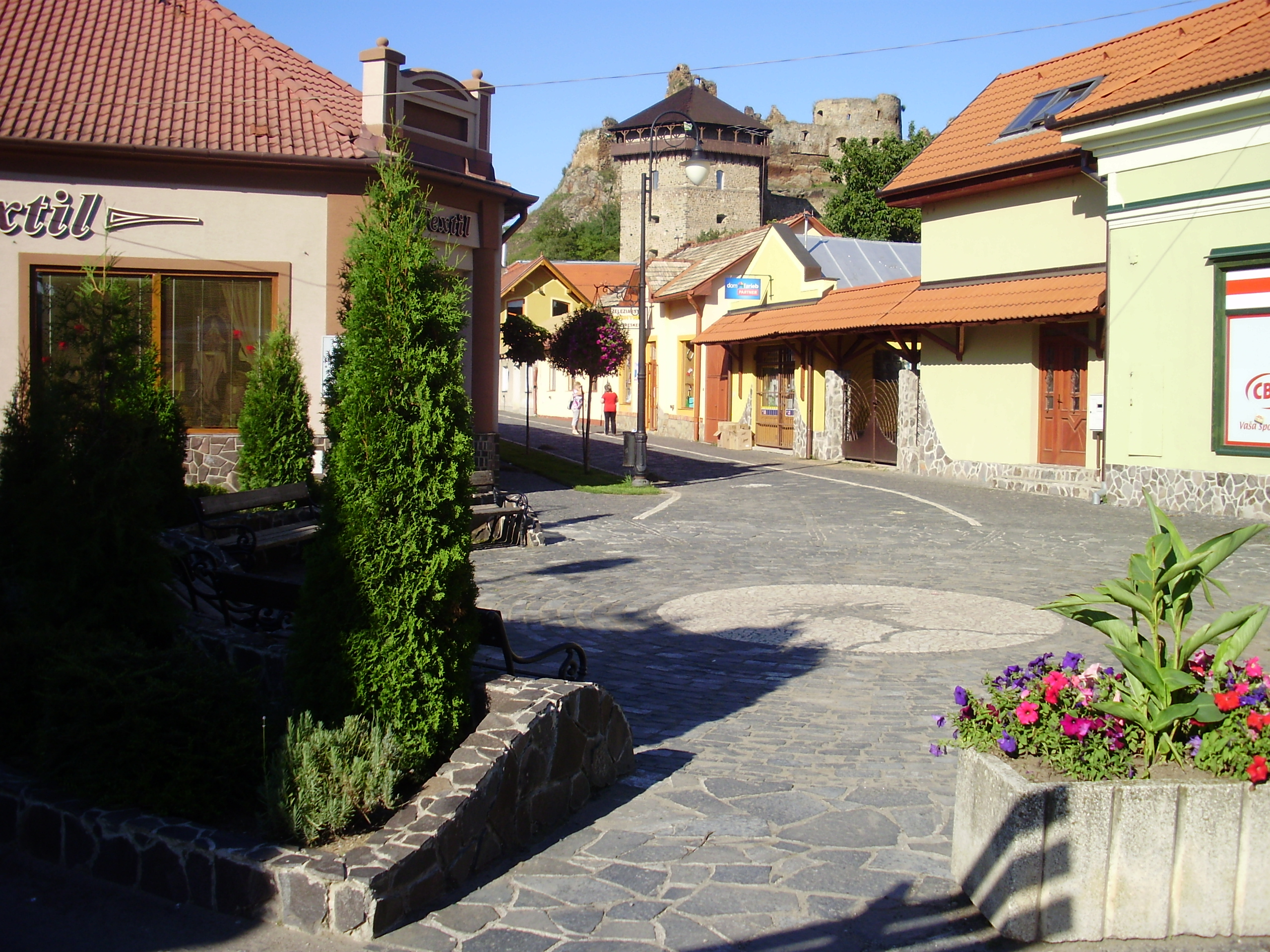
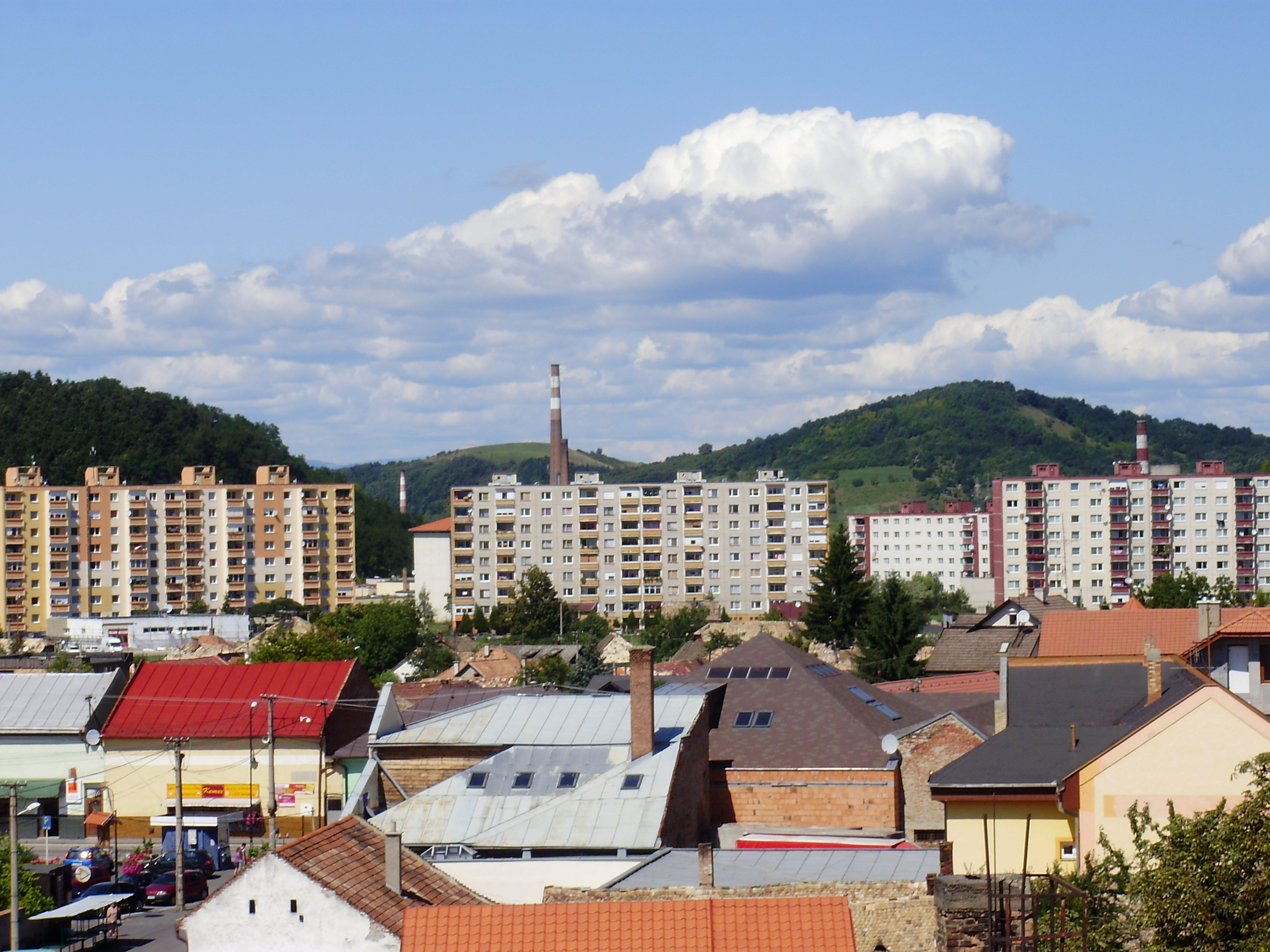
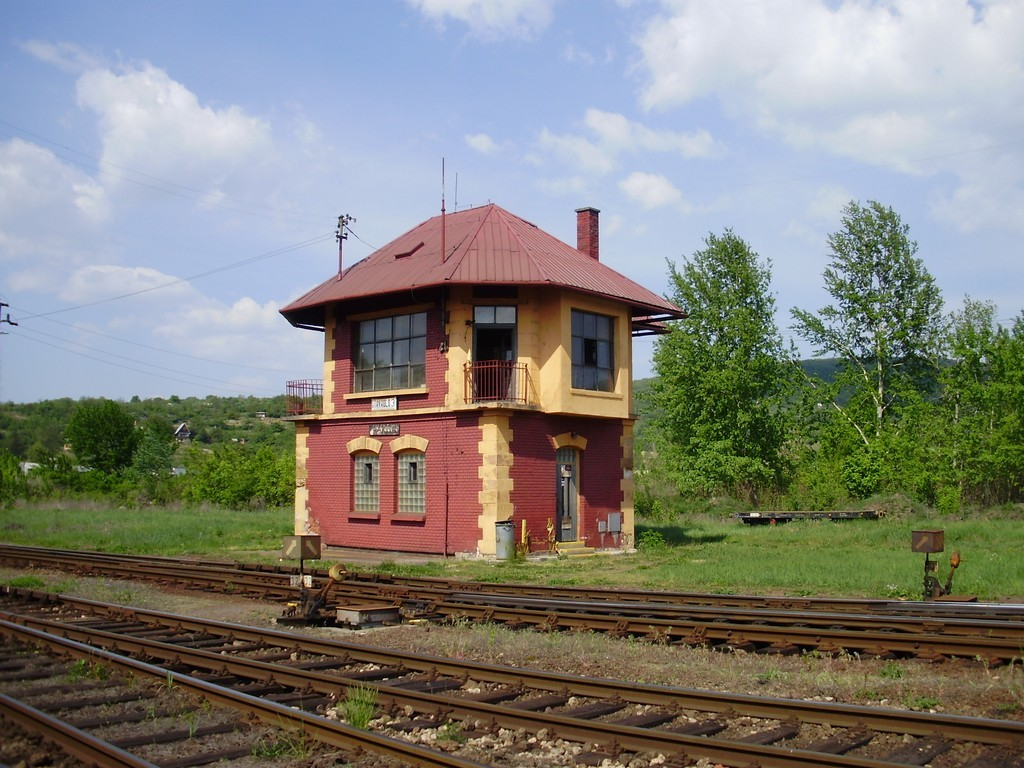
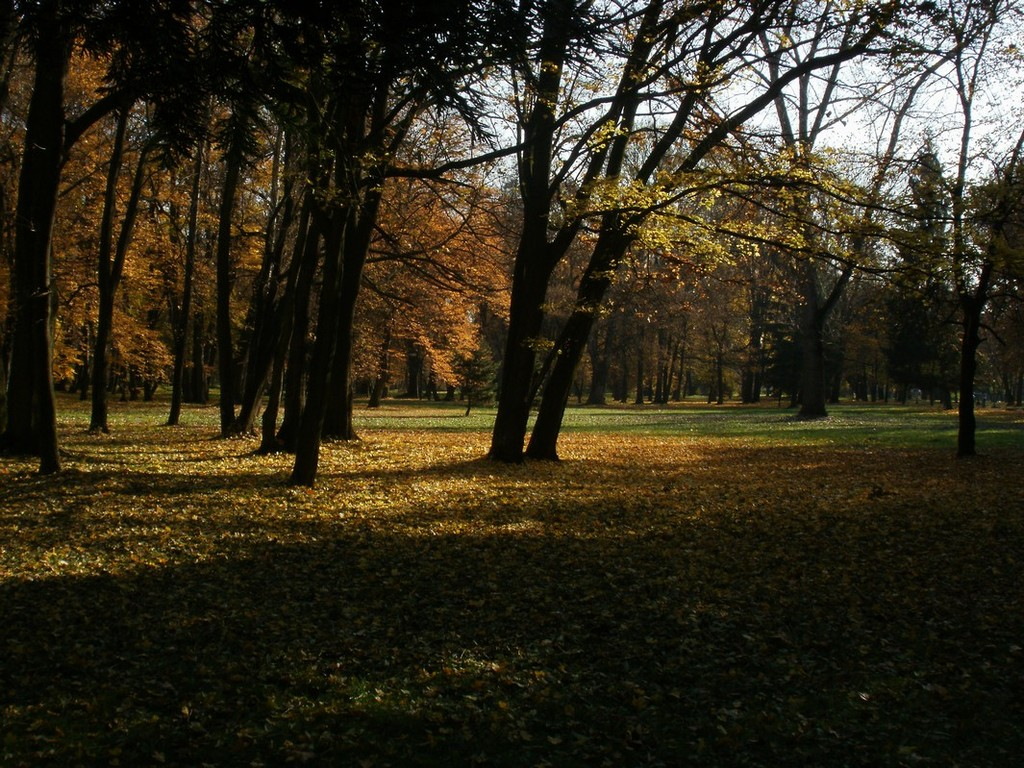

1. 1 2  «Počet obyvateľov podľa pohlavia - obce (ročne) [om7101rr_obce=AREAS_SK]».   Statistical Office of the Slovak Republic, 31-03-2025. [Consulta: 31 març 2025].